# Navegante Honorífico de la URSS
El título honorífico de Navegante Honorífico de la URSS (en ruso: Заслуженный штурман СССР) fue un premio civil estatal de la Unión Soviética establecido el 30 de septiembre de 1965 por Decreto del Presídium del Sóviet Supremo de la Unión Soviética N.º 3993-VI para reconocer el coraje y la excelencia de los navegantes soviéticos en el cumplimiento de su trabajo. Fue abolida el 22 de agosto de 1988 por decreto del Presídium del Sóviet Supremo N.º 9441-XI.

## Estatuto
El título de Navegante Honorífico de la URSS, se otorgaba a los navegantes civiles de primera clase por sus logros sobresalientes en el desarrollo de la tecnología aeronáutica, del alto rendimiento en la educación y la capacitación del personal de vuelo y de largos periodos de tiempo sin incidencias en vuelo y por excelentes logros en aviación con respecto a la economía nacional.
La concesión de los títulos honoríficos de Piloto Honorífico de la URSS y Navegante Honorífico de la URSS se realizaba a propuesta del Ministerio de Aviación Civil de la URSS.
La insignia de Navegante honorífico de la URSS se llevaba en el lado derecho del pecho y, en presencia de otras órdenes o medallas de la URSS, se colocaba encima de estos. Si se utiliza en presencia de títulos honoríficos de la Federación de Rusia, estos últimos tienen prioridad.
Cada medalla venía con un certificado de premio, este certificado se presentaba en forma de un pequeño folleto de cartón de 8 cm por 11 cm con el nombre del premio, los datos del destinatario y un sello oficial y una firma en el interior.
Únicamente el Presídium del Sóviet Supremo de la URSS podía privar de este título a un beneficiario. Un tribunal o el Ministerio de Aviación Civil de la URSS podían enviar un requerimiento al Presídium del Sóviet Supremo de la URSS para privar de estos títulos.

## Descripción
La insignia es un polígono de plata y níquel de 27 mm de ancho por 23 mm de alto con un borde convexo por ambos lados. 
En la esquina superior izquierda del anverso de la insignia hay una inscripción convexa con la frase «Honorable Navegante» (en ruso: ЗАСЛУЖЕННЫЙ ШТУРМАН), en el centro, la imagen dorada en tombac de un avión a reacción que asciende en diagonal hacia la derecha por su morro y la cola ligeramente sobresaliendo de los bordes, en la parte inferior, la inscripción en relieve «URSS» (en ruso: СССР), superpuesta sobre una rama de laurel.
La insignia está unida mediante un anillo y un enlace con un bloque cuadrado plateado con un hueco en ambos lados. Hay ranuras a lo largo de la base del bloque.  La montura estaba cubierta por una cinta roja muaré de seda. El bloque tiene un pasador roscado con una tuerca en el reverso para sujetar la insignia a la ropa.